# Universität Bayreuth

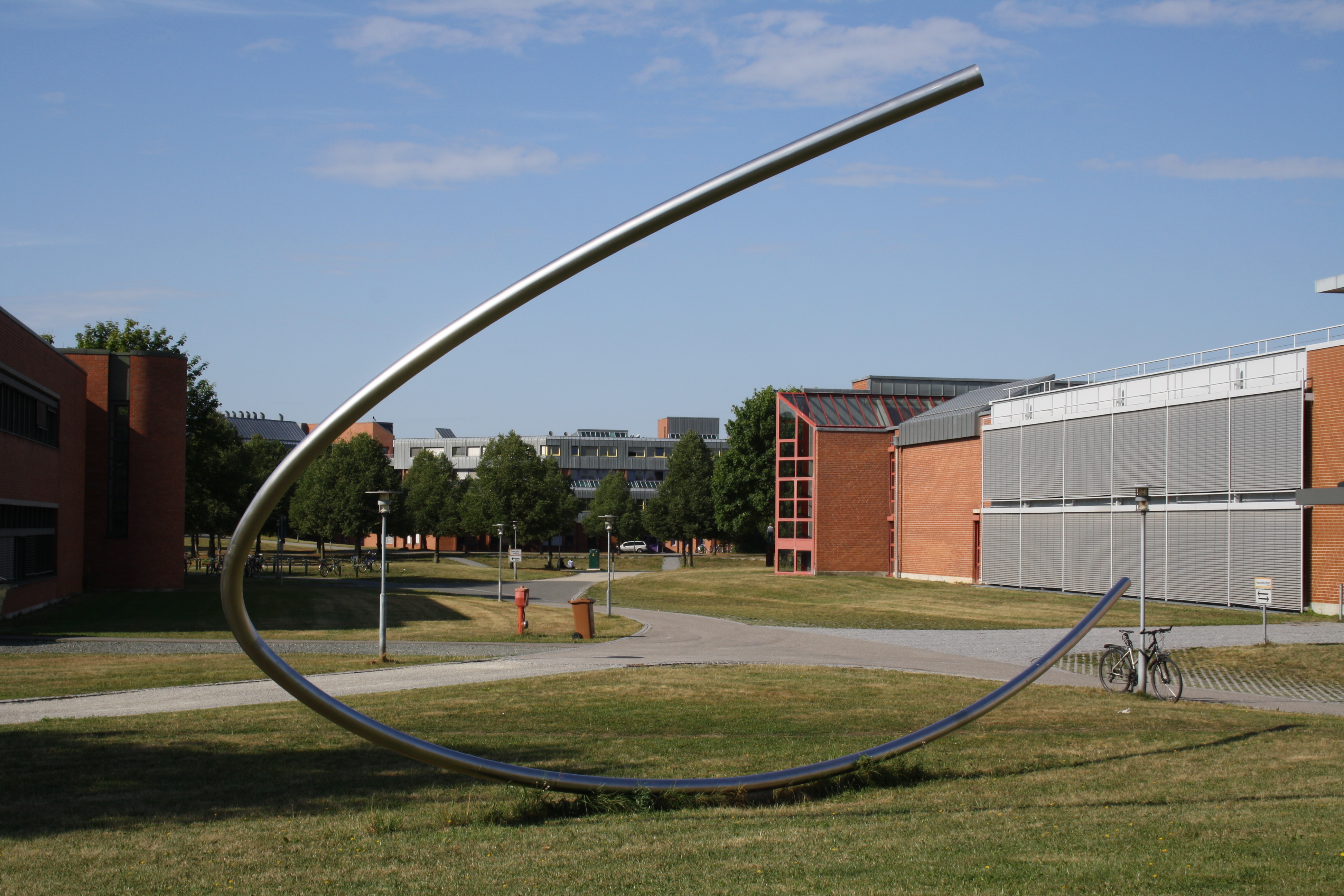
„Große Raumkurve“ des Bildhauers Norbert Kricke auf dem Campusgelände

Die Universität Bayreuth ist eine der jüngsten Universitäten in Deutschland. Sie wurde 1975 eröffnet und ist eine forschungsorientierte Campus-Universität mit rund 12.000 Studierenden und 190 Studiengängen an sieben Fakultäten an den Standorten in Bayreuth und Kulmbach.

## Geschichte

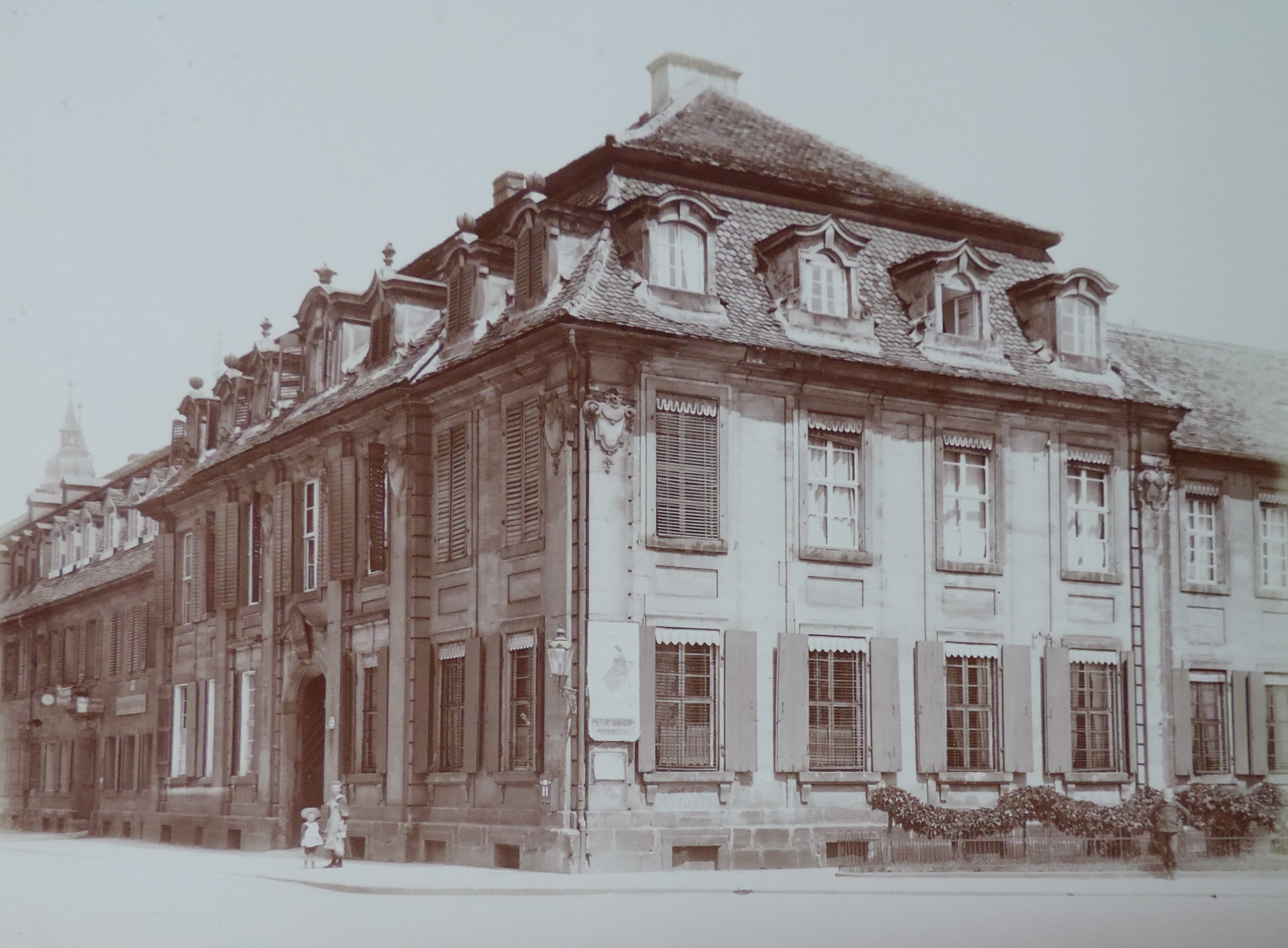
„Postei“ in der Friedrichstraße, Gebäude der ehemaligen Academia Fridericiana

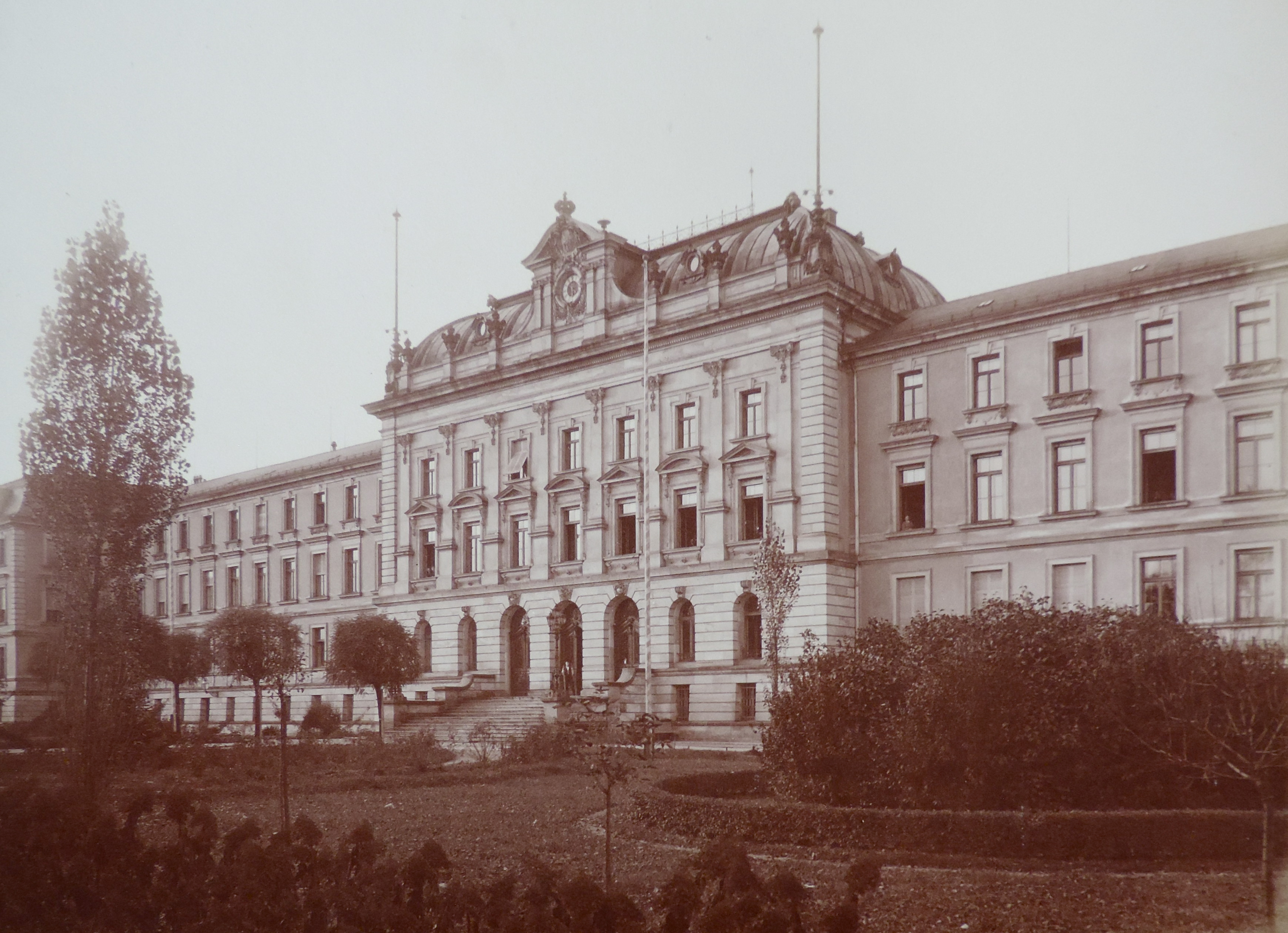
Königliche Lehrerbildungsanstalt, 1895

Die markgräfliche Academia Fridericiana (Friedrichsakademie), die in Bayreuth von 1742 bis 1743 existierte und am 21. Februar 1743 von Karl VII. den Status einer Universität erhielt, steht mit der heutigen Universität Bayreuth in keinem historischen Zusammenhang. Sie war vielmehr die kurzlebige Vorläuferin der Friedrich-Alexander-Universität Erlangen-Nürnberg.

### Lehrerausbildung und Pädagogische Hochschule Bayreuth
Am östlichen Ende des Ortsteils Dürschnitz wurde 1895 die „Königliche Lehrerbildungsanstalt“ ihrer Bestimmung übergeben. Sie diente zunächst der Ausbildung evangelischer Volksschullehrer. Aus dem Lehrerseminar wurde 1935 die Hochschule für Lehrerbildung, 1941 dann eine Lehrerinnenbildungsanstalt ohne Abituranforderung. Nach dem Zweiten Weltkrieg wurde für die fortbestehende Lehrerbildungsanstalt, nun in Trägerschaft der evangelischen Kirche, wieder das Abitur vorausgesetzt.
Im Jahr 1954 entstand das Institut für Lehrerbildung, das 1958 zur Pädagogischen Hochschule (PH) Bayreuth ohne konfessionelle Orientierung aufgewertet wurde und 1964 einen neuen Standort am Geschwister-Scholl-Platz im Stadtteil Roter Hügel bezog. Zum 1. August 1972 wurde die PH Bayreuth aufgelöst und als Zweite Erziehungswissenschaftliche Fakultät der Universität Erlangen-Nürnberg angegliedert. Am 1. Oktober 1975 wurde sie in die neu gegründete Universität Bayreuth überführt, am 1. Oktober 1977 wurde deren Fachbereich Erziehungswissenschaften aufgelöst.

### Gründung der Universität
Am 5. November 1969 befasste sich der Bayreuther Stadtrat mit der wirtschaftlichen Stagnation und den Abwanderungstendenzen in Nordostbayern infolge dessen Lage nahe den Grenzen zur DDR und zur Tschechoslowakei. Um eine wirksame Strukturverbesserung einzuleiten, die gleichwertige Lebensbedingungen mit dem übrigen Bundesgebiet gewährleiste, seien verschiedene Maßnahmen erforderlich. In diesem Zusammenhang beantragte er einstimmig die Errichtung einer Universität in der Stadt. Am 19. März 1970 wurde ein Universitätsverein ins Leben gerufen, dessen Mitgliederzahl schnell auf 800 anwuchs. Neben Bayreuth bewarben sich auch Bamberg, Coburg, Landshut, Passau und Ingolstadt als Standorte für eine Universität oder Hochschule.
Abgeordnete aller im Bayerischen Landtag vertretenen Parteien, der Bezirkstag Oberfranken und zahlreiche Persönlichkeiten des öffentlichen Lebens setzten sich für den Bau der Universität ein. Hervorzuheben sind Konrad Pöhner und Simon Nüssel sowie der Bayreuther Oberbürgermeister Hans Walter Wild, der großes Verhandlungsgeschick bewies. Bereits am 16. Juli 1970 wurde ein Landtagsbeschluss erreicht, demzufolge die nächste bayerische Landesuniversität ihren Standort in Bayreuth erhalten sollte. 1971 empfahl der Wissenschaftsrat die Aufnahme der Universität in die Maßnahmen nach dem Hochschulbauförderungsgesetz. Unter dem Vorsitz des Physikers Wolfgang Wild wurde ein Strukturbeirat gebildet, der für das Jahr 1985 die Zahl von 8500 Studienplätzen und 3200 Beschäftigten erwartete.
Die Universität wurde vom Bayerischen Landtag zum 1. Januar 1972 als siebte bayerische Landesuniversität ins Leben gerufen. Der Landtagsbeschluss wurde am 14. Dezember 1971 in der Stadt mit einem Fackelzug gefeiert. „Seit heute Nachmittag um 14.19 Uhr ist Bayreuth wieder Universitätsstadt!“ hatte der Oberbürgermeister den etwa 3000 Bürgern, die sich vor dem Rathaus eingefunden hatten, mitgeteilt. Lautsprecherwagen der Polizei verkündeten das Ereignis in der Stadt; Kirchenglocken, das erste offizielle Läuten des neuen Rathausglockenspiels, eine Kundgebung, ein Raketenschuss vom Rathausdach, Blasmusik und Freibier gaben der allgemeinen Freude Ausdruck.
Anstelle der ebenfalls erwogenen Standorte Wendelhöfen und Roter Hügel wurde das Gelände des einstigen Exerzierplatzes südlich der Stadtteile Kreuzstein und Birken gewählt. Die Geschäftsstelle der Universität Bayreuth nahm 1972, zunächst im von den Nationalsozialisten errichteten Haus der deutschen Kurzschrift („Stenohaus“) am Luitpoldplatz, ihre Tätigkeit auf. Im Oktober 1973 trat Gründungspräsident Klaus Dieter Wolff sein Amt an. Anfang März 1974 erfolgte der erste Spatenstich, am 23. März wurde der Grundstein gelegt. Mit einem Staatsakt im Markgräflichen Opernhaus eröffnete Kultusminister Hans Maier am 27. November 1975 die Universität Bayreuth mit Schwerpunkt Naturwissenschaften.

### Entwicklung seit 1975
Den Forschungs- und Lehrbetrieb nahm sie bereits am 3. November 1975 zum Wintersemester 1975/76 mit 637 Studierenden, 24 Professoren und einer Professorin auf. Angeboten wurden zunächst die Diplomstudiengänge Biologie und Mathematik, dazu Lehramt für Grund- und Hauptschulen sowie Lehramt für Gymnasien (Fächer Mathematik, Physik und Sport). Die vormalige Pädagogische Hochschule wurde zunächst als Erziehungswissenschaftliche Fakultät in die Universität eingegliedert. Zum Wintersemester 1977/78 wurde sie aufgelöst und die didaktischen Fächer in die Fakultäten der jeweils dazugehörigen Disziplinen integriert. Die Volksschullehrerausbildung wurde in Bayreuth neben Diplom- und Magisterstudiengängen sowie Studiengängen für Lehrämter an weiterführenden Schulen noch bis 2005 angeboten. Die Studiengänge für Lehrämter an Gymnasien und Realschulen blieben weiterhin erhalten.
Erstes Bauwerk auf dem Campus war das 1975 fertiggestellte Gebäude Geowissenschaften I westlich des Bauernhofs Birkengut, der zunächst von der Universität genutzt und nach einem Brand 1994 abgerissen wurde. 1977 kam das Gebäude Geowissenschaften II hinzu, von 1980 bis 1983 wurde Naturwissenschaften II errichtet. 1988 wurde die Universitätsbibliothek, die bis dahin in einem Provisorium untergebracht war, eingeweiht und das Fundament des 8,6 Millionen DM teuren Baus Geisteswissenschaften II betoniert. Am 5. Januar jenes Jahres gelang den Physikern Frank Pobell, Kurt Gloos und Peter Smeibidl nach vierjähriger Vorbereitungszeit ein neuer Tiefsttemperaturrekord. Im Oktober 1990 wurde ein Kooperationsabkommen mit der tschechoslowakischen Pavol-Jozef-Šafárik-Universität in Košice unterzeichnet, im November 1990 ging das Blockheizkraftwerk der Universität in Betrieb. Die 2,3 Millionen DM teuere Anlage wurde von der Energieversorgung Oberfranken konzipiert und gebaut. Im Juni 1991 wurde dem tschechoslowakischen Menschenrechtsaktivisten und Staatspräsidenten Václav Havel die Ehrendoktorwürde der Universität Bayreuth verliehen.
1994 wurde die Universitätsverwaltung aus der Kanalstraße in der Innenstadt (ehemaliges Steno-Haus) auf den Campus verlegt. Im selben Jahr wurde das Auditorium Maximum mit einer Kapazität von 700 Plätzen fertiggestellt, 1999 das Gebäude für die 1998 gegründete Fakultät für Angewandte Naturwissenschaften (FAN). Als erste bayerische Universitätsstadt führte Bayreuth im August 1996 das Semesterticket ein.
- Schwerpunkt Experimentelle Ökologie
- Schwerpunkt Makromolekulare Chemie
- Schwerpunkt Afrikanologie
- Forschungsinstitut für Musiktheater (fimt)
- Studiengang Technischer Physiker
- Studiengang Wirtschaftsjurist.

Neben der Schwerpunktbildung war es die „Schnittstellenphilosophie“, die sich für die weitere Entwicklung der Universität als besonders effektiv erwies. Sie beinhaltet, an den Berührungs- und Schnittpunkten verschiedener Disziplinen zukunftsträchtige wissenschaftliche Lehre und Forschung zu leisten. Auf dieser Grundlage war Interdisziplinarität in nahezu allen Bereichen von Anfang an ein für Bayreuth besonders typisches Merkmal.
Im Zusammenhang mit dem Ausbau des ökologischen Schwerpunkts konnte die Universität Bayreuth bereits kurz nach der Betriebsaufnahme mit der Einrichtung eines großflächigen Ökologisch-Botanischen Gartens zur Unterstützung von Forschung und Lehre beginnen, in dem Vegetationstypen aus aller Welt nachgebildet und profilrelevante Forschungsaktivitäten ermöglicht werden sollten. Gleichzeitig umfasste das Konzept den neuartigen Aspekt der Öffentlichkeit und des Erholungswerts für die Region.
Im Sommer 1977 nahm das Forschungsinstitut für Musiktheater im Schloss Thurnau seine Tätigkeit auf. Am 27. November 1981 wurde im Gebäude der ehemaligen markgräflichen Münzstätte das Afrikazentrum „Iwalewahaus“ eröffnet. Unter der Bezeichnung Pflanzen-Herbivoren-Systeme wurde 1987 das erste Graduiertenkolleg in Bayern eingerichtet.
1989 wurde der damals 83-jährige Arthur Maria Rabenalt zum Honorarprofessor ernannt. Wegen antisemitischer und rassistischer Inhalte in dessen Werken wie … reitet für Deutschland und Das Filmbett war diese Berufung nicht unumstritten. Zudem stand der Vorwurf im Raum, er habe den Professorentitel durch die Gründung einer Stiftung „erkauft“. Wole Soyinka, nigerianischer Träger des Nobelpreises für Literatur, bat die Universität in diesem Zusammenhang, auf die in jenem Jahr vorgesehene Verleihung der Ehrendoktorwürde an ihn vorerst zu verzichten. Im Zuge der Plagiatsaffäre Guttenberg geriet die Universität Bayreuth im Jahr 2011 bundesweit in die Schlagzeilen.
Zum Ende der 1990er Jahre erweiterte die Universität ihr Profil noch einmal erheblich, indem sie ihre bislang vier Forschungsschwerpunkte auf neun ausweitete und im Rahmen der europäischen Studiengangsreformen (Bologna-Prozess) zum Wintersemester 1999/2000 das Bachelor- und Mastersystem einführte. Die Schwerpunkte wurden wie folgt neu formuliert:
- Afrikanologie
- Dynamik und Ordnung: Entwicklung von Rechtskultur und Wirtschaft
- Hochdruck- und Hochtemperaturforschung
- Kulturvergleich und interkulturelle Prozesse
- Makromolekül- und Kolloidforschung
- Molekulare Biowissenschaften
- Neue Materialien
- Nichtlineare Dynamik
- Ökologie- und Umweltwissenschaften.

Der zunehmende Wissenschaftswettbewerb zeigte sich unter anderem in den aufkommenden Standards und Zertifizierungen im Bereich von Akkreditierungen und Rankings. Drittmittelzuweisungen gewannen mehr und mehr an Bedeutung und ermöglichten die Erweiterung der Forschungs- und Studienmöglichkeiten durch neue Einrichtungen und Einrichtungsformen sowie durch weitergehende globale Vernetzung.
Das heutige Profil zeichnet sich aus durch eine Differenzierung in bereits international sichtbare Profilfelder, die sich durch einen hohen Grad an thematischer und programmatischer Kohärenz auszeichnen („Advanced Fields“), und in neue interdisziplinäre Profilfelder, die sich im Anfangsstadium einer als zukunftsfähig identifizierten dynamischen Entwicklung befinden, indem sie auf einen virulenten und gesellschaftlich relevanten Forschungsbedarf reagieren („Emerging Fields“).
Bei ihrer Lehrbetriebsaufnahme im Jahr 1975 war die Universität für im Endausbauzustand bis zu 8000 Studierende konzipiert worden. Zum Wintersemester 2014/15 wurde die Zahl von 13.000 überschritten. Auf den kontinuierlichen Aufwuchs wurde mit einem personellen und infrastrukturellen Ausbau reagiert. Im September 2018 eröffnete die bayerische Wissenschaftsministerin Marion Kiechle das Bayerische Zentrum für Batterietechnik (BayBatt) an der Universität Bayreuth. Es soll innerhalb von fünf Jahren aufgebaut werden und im Endausbau 114 Stellen, davon 12 Professuren, umfassen. Tatsächlich umfasst die Universität 5 Jahre später sogar 274 Professoren (196 männlich, 78 weiblich), Stand Juni 2023, und gehört mit rund 2.617 Mitarbeitenden (1.458 männlich, 1.159 weiblich).
Zu Beginn des Jubiläumsjahrs 2025 weist die Universität ein erneutes Wachstum auf und gehört mit 281 Professoren (davon 84 weiblich) und 2.661 Mitarbeitern (davon 1.211 weiblich) zu den größten Arbeitgebern in seiner Heimatstadt Bayreuth.

### Rankings
Die Universität wurde in den letzten Jahren durch eine Vielzahl nationaler und internationaler Rankings ausgezeichnet.
Die Universität Bayreuth ist im renommierten Times Higher Education World University Ranking (THE WUR) vertreten, einem der weltweit führenden Hochschulrankings, das jährlich von Times Higher Education veröffentlicht wird. Das Ranking, das seit 2004 besteht, bewertet Universitäten auf Grundlage von fünf zentralen Kriterien: Lehre, Forschung, Zitationen, internationale Ausrichtung und industrielle Einnahmen. Dort befindet sich die Universität Bayreuth in der Ranggruppe 301-350 von insgesamt über 2.000 bewerteten Universitäten weltweit. Auch im QS World University Ranking, einem renommierten Hochschulranking, das seit 2004 jährlich von QS Quacquarelli Symonds veröffentlicht wird, ist die Universität vertreten. Das Ranking basiert zu einem erheblichen Teil auf Reputationsumfragen unter Forschenden und Arbeitgebern und berücksichtigt zusätzlich Kriterien wie Internationalisierung, Zitationen, Lehre und Nachhaltigkeit. Dort belegt sie Platz 31 deutschlandweit. Die Universität Bayreuth ist auch im Times Higher Education Young University Ranking (THE YUR) vertreten, einem spezialisierten Ranking, das Universitäten bewertet, die jünger als 50 Jahre sind. Ähnlich wie das THE World University Ranking (THE WUR) berücksichtigt das THE YUR Kriterien wie Lehre, Forschung, Zitationen, internationale Ausrichtung und industrielle Einnahmen. Bei diesem Ranking belegt die Universität Bayreuth Platz 2 in Deutschland und Platz 38 weltweit. Darüber hinaus ist die Universität Bayreuth ist im CHE Ranking vertreten, einem der umfassendsten und detailliertesten Rankings für deutsche Universitäten und Hochschulen für angewandte Wissenschaften. Seit 25 Jahren bewertet das Ranking hauptsächlich auf Basis von Studierendenurteilen und liefert damit wertvolle Informationen zu Aspekten wie Lehre, Studienbedingungen und Infrastruktur. Dort gehört sie in den Fächern Geowissenschaften, Physik, Betriebswirtschaftslehre, Volkswirtschaftslehre, Wirtschaftsingenieurwesen und Jura Platzierungen über den Bundesdurchschnitt. Im Digital Campus Index von UniNow, der einen umfassenden Überblick über die Zufriedenheit der Studierenden mit der Digitalisierung an Hochschulen bietet, belegt die Universität Bayreuth deutschlandweit den ersten Platz unter den Universitäten. Der Index bewertet die digitale Qualität von Vorlesungen, Ausstattung, Verwaltung und weiteren Bereichen und zeigt damit auf, wie gut die Universität bzw. Hochschule in puncto digitale Lehre und Infrastruktur aufgestellt ist.
Im Januar 2025 beendete sie, wie zahlreiche weitere deutschsprachige Hochschulen und Forschungsinstitutionen, ihre Aktivitäten auf der Plattform X (ehemals Twitter). Deren Orientierung lasse „sich nur noch schwer mit den Grundwerten der beteiligten Institutionen – Weltoffenheit, Wissenschaftlichkeit, Transparenz und demokratischer Diskurs – vereinbaren“.

## Universitätsverfassung
Die Universität Bayreuth verfügt über eine Grundordnung, in deren Präambel die Interdisziplinarität, Internationalität und das gezielte Setzen von Schwerpunkten als Leitbild formuliert sind.

## Campus

### Standorte (Bayreuth + Kulmbach)

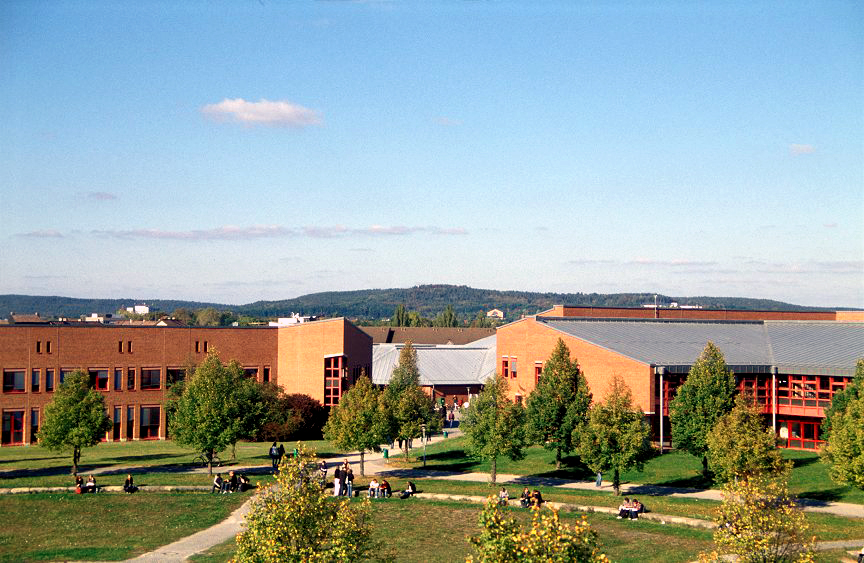
Blick auf den zentralen Universitätscampus in Richtung Norden (im Hintergrund ist das Richard-Wagner-Festspielhaus zu erkennen)

Die Universität hat zwei Standorte. Der 81,99 ha große Bayreuther Campus liegt im Süden von Bayreuth, nahe der A 9, Ausfahrt Bayreuth-Süd (Nr. 42). Der Campus Kulmbach existiert seit 2017 als neuer Außenstandort und befindet sich mit seiner Fakultät VII weiter nördlich. Der größte Teil der Universität befindet sich am Campus Bayreuth, nur wenige Einrichtungen sind in anderen Gebäuden in und um Bayreuth angesiedelt. Die Studentenwohnheime befinden sich weitgehend in unmittelbarer Nähe des Campus.

### Kunst und Kultur

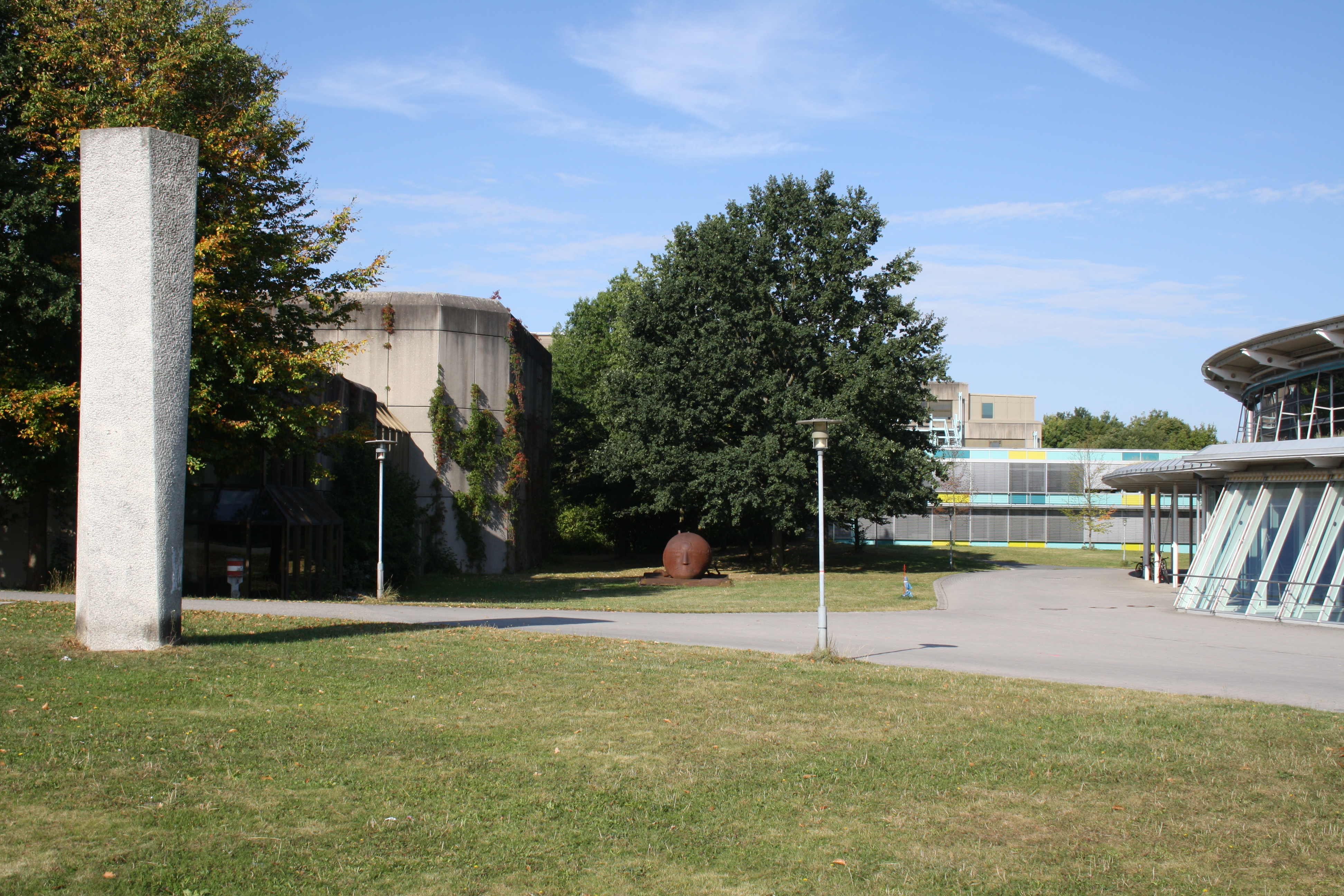
Stele und rostiger Kopf am Audimax

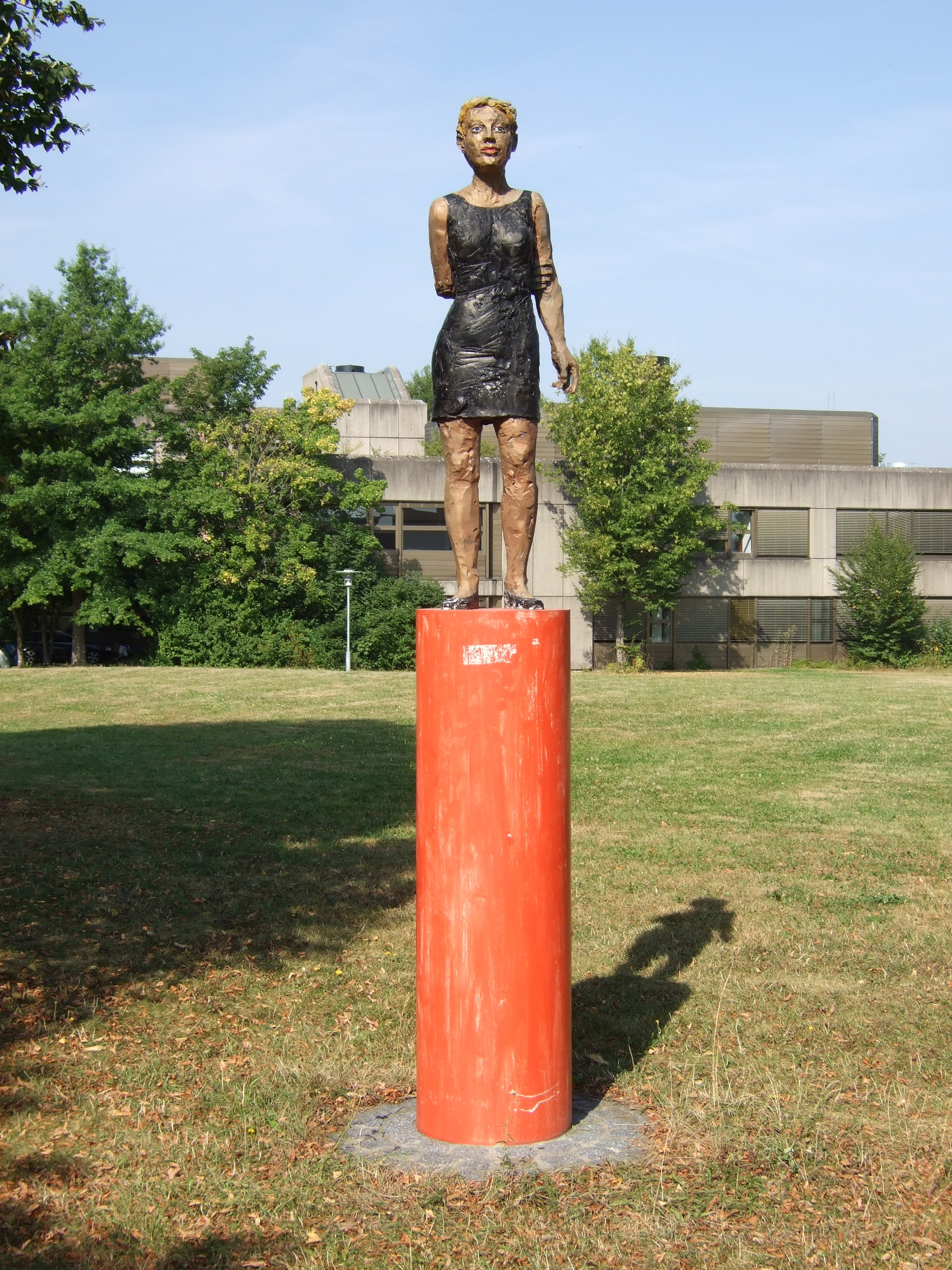
Eine der Figuren von Stephan Balkenhol

Auf dem Campus existieren (Stand 2017) 32 im Freien ausgestellte, öffentlich zugängliche Kunstwerke. Zu den bekanntesten zählen die Große Raumkurve von Norbert Kricke, der rostige Kopf gegenüber dem Audimax von Wolfgang Bier, die Edelstahlarbeit von Erich Hauser im Innenhof des Gebäudes NW II und die um das Rondell verteilten Figuren von Stephan Balkenhol. Neuzugang im Jahr 2017 war das aus zwei Spiegeln bestehende Werk you are free von Robert Kessler. Vor dem Gebäude der Technologie-Allianz Oberfranken (TAO) steht seit 2022 die dreiteilige Skulptur Wachsen, drei feuerrote, 14, 16 und 18 Meter hohe Halme aus Edelstahl.
Seit 1988 findet auf dem Campus jährlich im Frühsommer das Musikfestival Uni-Open-Air statt. Die eintägige Veranstaltung, die von Studierenden organisiert wird, bringt Rock, Indie-Rock und Punk auf eine Bühne im Innenhof des Gebäudes NW II. Unter anderem traten die Sportfreunde Stiller (2000), Tomte (2001), The Robocop Kraus (2009) und Vierkanttretlager (2014) auf.
Ein ehemaliges Gewächshaus ist der Veranstaltungsort „Glashaus“, der von Studenten und Mitarbeitern der Universität ehrenamtlich betrieben wird. Seit 1997 ist der als gemeinnützig anerkannte Verein Glashaus e. V. Träger der Einrichtung. 2018 wurde das Glashaus mit dem deutschlandweit ausgelobten Spielstätten-Programmpreis Applaus für herausragende Livemusikprogramme ausgezeichnet.

### Campus-Leben
Der Campus der Universität Bayreuth zeichnet sich durch eine enge Vernetzung zwischen Studenten und Professoren aus. Mit etwa 12.000 Studierenden ist die Universität im Vergleich zu anderen Hochschulen mittelgroß und ermöglicht so eine persönliche Betreuung sowie kurze Wege zwischen den Einrichtungen.
Die Universität befindet sich in der Stadt Bayreuth, die besonders für ihre Richard-Wagner-Festspiele bekannt ist. Studenten können von der kulturellen Vielfalt der Stadt profitieren, in der neben den Festspielen auch zahlreiche Konzerte, Theateraufführungen und Ausstellungen stattfinden. Die Universität bietet zudem Möglichkeiten zur Teilnahme an musikalischen und künstlerischen Projekten, etwa im Uni-Chor oder der Big Band.
Dank der Lage in der Nähe der Fränkischen Schweiz finden Studenten zahlreiche Freizeitmöglichkeiten, wie Wandern, Radfahren oder Klettern. Der Hochschulsport der Universität bietet zudem ein umfangreiches Sportangebot bestehend aus rund 70 verschiedenen Sportkursen bzw. Sportarten. Bayreuth ist auch für seine Bierkultur und die Gastronomie bekannt, die Studierenden eine Vielzahl an kulinarischen Optionen bieten.

### Nachhaltigkeit
Nachhaltigkeit ist ein weiteres zentrales Anliegen der Universität. Sie verfolgt seit 2021 eine umfassende Nachhaltigkeitsstrategie, die ökologische, ökonomische und soziale Aspekte miteinander vereint. Mit der Einführung dieser Strategie gehörte sie zu den ersten Universitäten in Bayern. Diese Strategie spiegelt sich sowohl in der Forschung als auch in der praktischen Umsetzung auf dem Campus wider.
Im Bereich der Forschung konzentriert sich die Universität auf nachhaltige Lösungen für gesellschaftliche Herausforderungen. Die interdisziplinäre Ausrichtung der Forschung ermöglicht es, ökologische, ökonomische und soziale Fragestellungen zu integrieren, um innovative Konzepte für eine nachhaltige Zukunft zu entwickeln. Nachhaltigkeit ist somit ein zentrales Thema in verschiedenen Forschungsbereichen, von Umwelttechnologien bis hin zu sozialen Fragestellungen.
Die Universität Bayreuth hat sich seit 2016 zudem als Fairtrade-University positioniert und zertifiziert und fördert fairen Handel sowie nachhaltige Produktions- und Konsumstrukturen. Das Nachhaltigkeitsbüro „GreenCampus“ spielt eine zentrale Rolle bei der Umsetzung von Maßnahmen zur Verbesserung der ökologischen und sozialen Verantwortung auf dem Campus. Dieses Büro arbeitet eng mit der Hochschulleitung sowie anderen universitären Institutionen zusammen, um eine nachhaltigere Hochschulkultur zu etablieren.
Zur Förderung der Energieeffizienz setzt die Universität auf erneuerbare Energien wie Photovoltaik und reduziert kontinuierlich ihren Energieverbrauch. Auch im Bereich der Mobilität unterstützt die Universität nachhaltige Verkehrslösungen, etwa durch Radmobilität, E-Mobilität und Car-Sharing-Initiativen. Weitere Maßnahmen zur Erhaltung der Biodiversität und Artenvielfalt umfassen die Begrünung von Außenanlagen und die Installation von Insektenhotels.
Im internationalen QS World University Ranking belegt die Universität Bayreuth 2025 weltweit Platz 318 sowie deutschlandweit 19 und unterstreicht damit das Engagement für Nachhaltigkeit und verantwortungsbewusste Unternehmensführung.
Die Universität Bayreuth bietet zudem 26 Studiengänge an, die sich inhaltlich mit Aspekten der Nachhaltigkeit beschäftigen (sog. Green Studies) sowie ein Zusatzstudium Nachhaltigkeit.

## Gliederung

### Hochschulleitung
| Präsidenten        | von  | bis     |
| ------------------ | ---- | ------- |
| Klaus Dieter Wolff | 1973 | 1991    |
| Helmut Büttner     | 1991 | 1997    |
| Helmut Ruppert     | 1997 | 2009    |
| Rüdiger Bormann    | 2009 | 2013    |
| Stefan Leible      | 2013 | aktuell |

Erster Kanzler war von 1973 bis Oktober 1999 Wolf-Peter Hentschel, der ab dem 1. Januar 1972 bereits die Geschäftsstelle der Universität geleitet hatte. Von November 1999 bis 2010 war Ekkehard Beck und von 2011 bis 2020 Markus Zanner Kanzler der Universität Bayreuth; dessen Nachfolgerin ist Nicole Kaiser.

### Hochschulrat
Dem Hochschulrat der Universität Bayreuth gehören aktuell folgende Mitglieder an:
- Adalbert Weiß (Vorsitzender der Hochschulrates), Puchheim
- Knut Werner Lange, Universität Bayreuth (Stellvertretender Vorsitzender)
- Karl Vincent Ebert, Studierender
- Lars Grüne, Universität Bayreuth, Fakultät für Mathematik, Physik und Informatik, Angewandte Mathematik
- Lena Härtl, Studierende
- Gabriela Paule, Universität Bayreuth, Fakultät für Sprach- und Literaturwissenschaft, Didaktik der deutschen Sprache und Literatur
- Steffen Schmidt, Universität Bayreuth, Vertreter der wissenschaftlichen Mitarbeiterinnen und Mitarbeiter
- Stefan Schuster, Universität Bayreuth, Fakultät für Biologie, Chemie und Geowissenschaften, Tierphysiologie
- Birgit Weber, Frauenbeauftragte
- Stephanie Czerny, Geschäftsführerin bei DLD Media GmbH/ Hubert Burda Media und Mitgründerin der Konferenz Digital Life Design
- Alexandra Füller, Geschäftsführende Gesellschafterin der Füller Glastechnologie Vertriebs-GmbH
- Sabine Kunst, Humboldt-Universität zu Berlin
- Britta Padberg, Nordrhein-Westfälische Academy für Internationale Politik gGmbH
- Robert Schlögl, Direktor am Fritz-Haber-Institut der Max-Planck-Gesellschaft in Berlin und Gründungsdirektor des Max-Planck-Institutes für chemische Energiekonversion in Mülheim a.d. Ruhr
- Gabriele Zedlmayer, Social Innovator und Präsidentin des Frauenbeirats der HypoVereinsbank
- Als ständiger Gast: Ministerialrat Julian Mangels

### Senat
Dem Senat der Universität Bayreuth gehören aktuell folgende Mitglieder an:
- Professor Dr. Stefan Leible (Vorsitzender, Präsident)
- Professor Dr. Volker Ulm (Stellvertretender Vorsitzender)
- Professorin Dr. Susan Arndt
- Manuel Brinkmann, Vertreter des Mittelbaus
- Marius Elle, studentischer Vertreter
- Anna Euskirchen, studentische Vertreterin
- Professor Dr. Torsten Eymann, CIO
- Professorin Dr. Heike Feldhaar, Frauenbeauftragte
- Professor Dr.-Ing. Gerhard Fischerauer
- Professor Dr. Claas Christian Germelmann, Dekan
- Professor Dr. Andreas Greiner
- Professor Dr. Michael Guthe, Dekan
- Professorin Dr. Janin Henkel-Oberländer, Dekanin
- Carmela Herrmann, Vertretung der Gruppe der wissenschaftsstützenden Mitarbeiterinnen und Mitarbeiter
- Felix Kaiser, studentischer Vertreter
- Simon Mertel, Sprecher der Doktorandenversammlung der University of Bayreuth Graduate School
- Professor Dr. Cyrus Samimi, Dekan
- Professor Dr. Thomas Scheibel, Vizepräsident und Direktor der University of Bayreuth Graduate School
- Professorin Dr. Gesine Lenore Schiewer, Dekanin
- Professor Dr. Jörg Schlüchtermann
- Professorin Dr. Paula Schrode, Dekanin
- Professor Dr. Stephan Schwarzinger, Vertreter des Mittelbaus
- Professor Dr. Rüdiger Seesemann, Sprecher des Exzellenzclusters Africa Multiple
- Professor Dr. Stephan Tremmel, Dekan

### Fakultäten
Es gibt sieben Fakultäten:

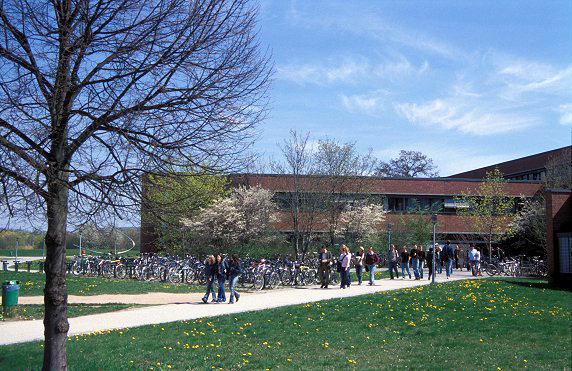
Vor dem Gebäude der Rechts- und Wirtschaftswissenschaftlichen Fakultät

1. Fakultät für Mathematik, Physik und Informatik (MPI)
2. Fakultät für Biologie, Chemie und Geowissenschaften (BCG)
3. Rechts- und Wirtschaftswissenschaftliche Fakultät (RW)
4. Sprach- und Literaturwissenschaftliche Fakultät (SpLit)
5. Kulturwissenschaftliche Fakultät (KuWi)
6. Fakultät für Ingenieurwissenschaften (Ing.), (bis 24. Februar 2013: Fakultät für Angewandte Naturwissenschaften (FAN))[72]
7. Fakultät für Lebenswissenschaften: Lebensmittel, Ernährung und Gesundheit (Campus Kulmbach)

### Zentrale Einrichtungen
Zentrale Einrichtungen der Universität Bayreuth sind:
- Universitätsbibliothek Bayreuth
- Sprachenzentrum (mit internationalem Sprachzertifikat UNIcert)
- IT-Servicezentrum (vormals Rechenzentrum)
- Ökologisch-Botanischer Garten der Universität Bayreuth

## Bibliotheken
Die Universitätsbibliothek ist in folgende Bibliotheksstandorte unterteilt:
1. Zentralbibliothek mit integrierter Teilbibliothek Geisteswissenschaften (ZB)
2. Teilbibliothek Rechts- und Wirtschaftswissenschaften (TB RW)
3. Teilbibliothek Biologie/Chemie (TB NW I)
4. Teilbibliothek Mathematik/Physik/Informatik/Ingenieurwissenschaften (TB NW II)
5. Teilbibliothek Geowissenschaften (TB GEO)
6. Teilbibliothek Musiktheater, Schloss Thurnau (FIMT)

## Archiv und Registratur
Die Universität Bayreuth führt seit ihrer Gründung eine Registratur und unterhält seit dem 1. März 2013 ein Universitätsarchiv (AUBT). Beide Einrichtungen arbeiten eng zusammen und sind für die Aufbewahrung und Zugänglichmachung von Unterlagen aller Bereiche der Universität verantwortlich, einschließlich der Verwaltung, der zentralen Dienstleister sowie der wissenschaftlichen und forschungsbezogenen Einrichtungen. Dabei verbinden sie klassische Methoden der Schriftgutverwaltung mit modernen Technologien und aktuellen Programmen. Das Universitätsarchiv wurde im Jahr 2013 auf Grundlage des Bayerischen Archivgesetzes gegründet und fungiert als staatliches und körperschaftliches Archiv der Universität Bayreuth. Es gehört zu den jüngsten Universitätsarchiven im Freistaat Bayern. Die Bestände des Universitätsarchivs umfassen sowohl Dokumente der Vorgängereinrichtungen, die bis ins 19. Jahrhundert zurückreichen, als auch digitalisierte Datenbanken zur Studierenden- und Prüfungsverwaltung. Zudem werden das regionale und überregionale Wirken sowie die Einflüsse der Universität durch entsprechende Sammlungen dokumentiert. Die Nutzung des Universitätsarchivs ist allen Interessierten möglich. Als öffentliches Archiv steht es den Bürgern, Studenten, Professoren sowie allen weiteren Personen offen.

## Studium
Die Universität Bayreuth ist für ca. 13.000 Studierende ausgelegt und zählt damit zu den mittelgroßen Hochschulen in Deutschland. Als Campus-Universität mit einem rechnerischen Betreuungsschlüssel von 43 im Vergleich zum Bundesdurchschnitt von 65 bietet sie eine enge Verbindung zwischen Lehrenden und Studierenden, fördert eine individuelle Betreuung und unterstützt die akademische Entwicklung der Studierenden.
Der kompakte Campus der Universität ermöglicht kurze Wege zwischen den Fakultäten, Hörsälen, der Mensa und anderen zentralen Einrichtungen. Dadurch bietet die Universität optimale Bedingungen für einen effizienten Studienalltag und erleichtert den Aufbau sozialer und akademischer Netzwerke.

### Studiengänge
Die Universität hat aktuell 190 Studiengänge im Studienangebot. Das Studienangebot umfasst Bachelor, Master, Studium für Berufstätige, Lehramtsstudium, Jura-Studium, Zusatzstudium und Studium Generale.
Davon sind 35 Studiengänge speziell auf Internationalität ausgerichtet und werden in den Sprachen Englisch bzw. Französisch gelehrt.
Viele Studiengänge sind fächerübergreifend angelegt, z. B. Recht und Wirtschaft, Philosophy & Economics, Internationale Wirtschaft und Entwicklung, Gesundheitsökonomie, Sportökonomie, Sporttechnologie, Polymer- und Kolloidchemie, Geoökologie (Umweltnaturwissenschaften), Global Change Ecology oder Angewandte Informatik.

### Semesterbeitrag
Der Semesterbeitrag an der Universität Bayreuth beträgt 163,04 Euro (Stand 2025) und setzt sich aus dem Studentenwerksbeitrag von 87,00 Euro und dem Betrag zum Semesterticket von 76,04 Euro zusammen.

### Schnupperstudium
Die Universität Bayreuth bietet verschiedene Formate an, um Schülern einen Einblick in die angebotenen Fach- und Studienrichtungen zu ermöglichen. Dazu zählen Schnuppervorlesungen, Tage der offenen Tür, MINT-Angebote, die KinderUni, Beratungsgespräche sowie weitere Veranstaltungen. Zusätzlich besteht die Möglichkeit, im Rahmen eines Frühstudiums erste Studienerfahrungen zu sammeln.

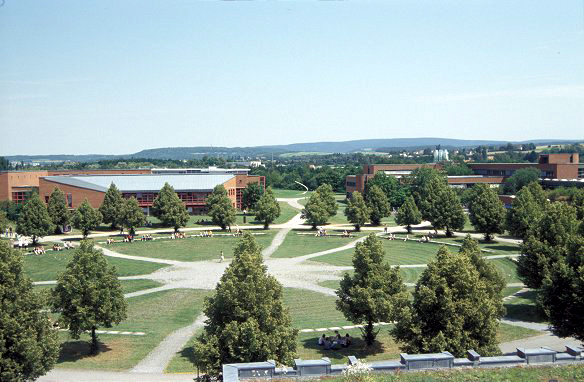
Der zentrale Campus

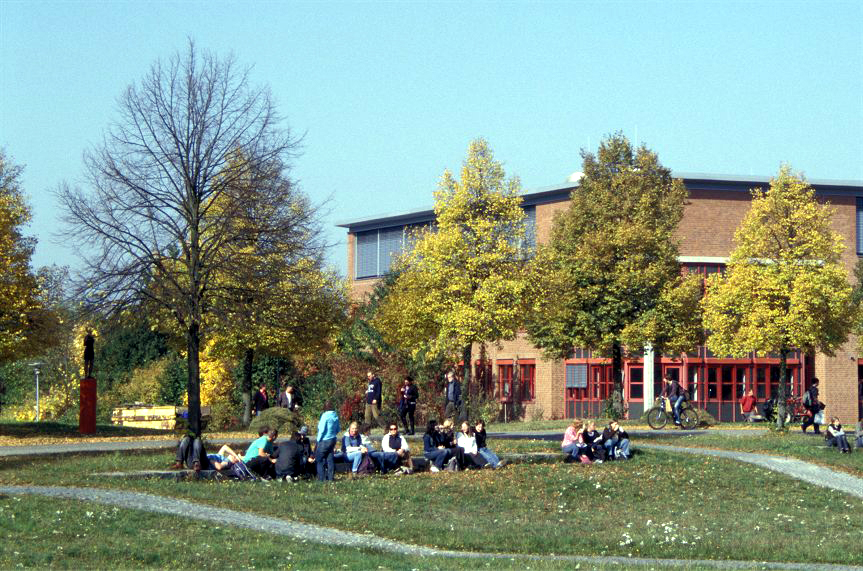
Vor dem Gebäude Geisteswissenschaften I

## Forschung

### Zentrale Wissenschaftliche Einrichtungen

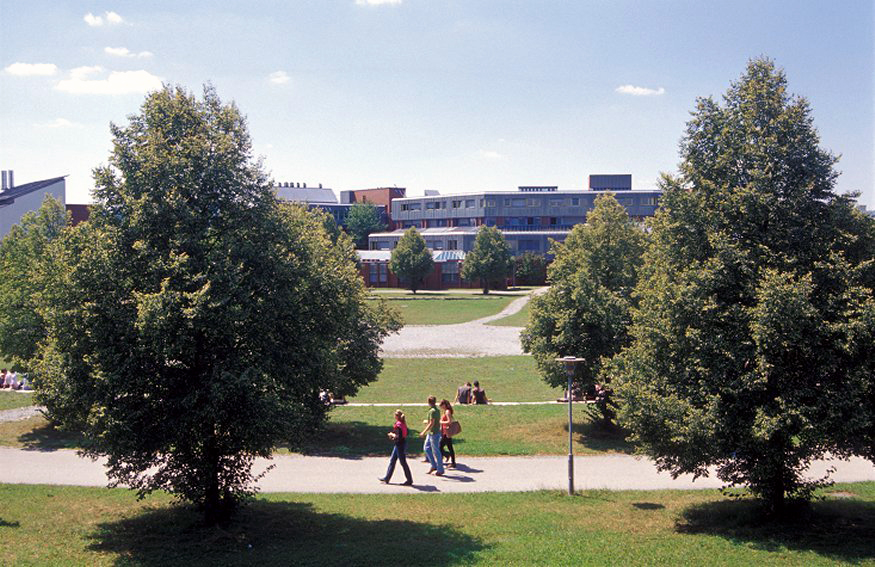
Universitätscampus, im Hintergrund das Gebäude Naturwissenschaften II

- Bayerisches Zentrum für Batterietechnik (BayBatt)[81]
- Bayerisches Geoinstitut (BGI)[82]
- Bayreuther Zentrum für Kolloide und Grenzflächen (BZKG)[83]
- Bayreuther Institut für Makromolekülforschung (BIMF)[84]
- Bayreuther Zentrum für Molekulare Biowissenschaften (BZMB)[85]
- Bayreuther Zentrum für Ökologie und Umweltforschung (BayCEER)[86]
- Bayreuth Center for Stable Isotope Research in Ecology and Biogeochemistry (BayCenSI)[87]
- Nordbayerisches Zentrum für NMR-Spektroskopie (NMR-Zentrum)[88]

- Bayreuther Materialzentrum (BayMAT)[89]

- Forschungszentrum für Wissenschaftliches Rechnen (BZHPC)[90]
- Bayreuth Lab for Digital Sciences (BayLDS)[91]
- Bayreuther Zentrum für Modellierung und Simulation (MODUS)/Bayreuth Research Center for Modeling and Simulation an der Universität Bayreuth (MODUS)[92]
- Institut für Entrepreneurship & Innovation (E&I)[93]
- Institut für Afrikastudien (IAS)[94]
  - Bayreuth Academy for Advanced African Studies (BA), gegründet 2012[95]
  - IWALEWA-Haus: Forum für afrikanische Gegenwartskunst[96]
- Forschungsinstitut für Musiktheater (FIMT)[97]
- Bayreuth Institute for American Studies (BIFAS)[98]
- Bayreuther Zentrum für Sportwissenschaft (BaySpo)[99]
- Zentrum für Schulforschung und Lehrkräftebildung (ZLB)[100]
- Bayreuth Humboldt Centre[101]
- University of Bayreuth Graduate School[102]

In diesen interdisziplinären, fakultätsübergreifenden Forschungseinrichtungen spiegeln sich die Profilfelder der Universität Bayreuth in Forschung und Lehre wider.

### Exzellenzstrategie des Bundes und der Länder
- Cluster of Excellence „Africa Multiple“ (EXC 2052)[104]

### DFG-Sonderforschungsbereiche
- Sonderforschungsbereich 1585 MultiTrans[105] (ab 1. Oktober 2023)[106]
- Sonderforschungsbereich 1357 Mikroplastik[107]
- Sonderforschungsbereich TR 225: Von den Grundlagen der Biofabrikation zu funktionalen Gewebemodellen (in Zusammenarbeit mit der JMU Würzburg und der FAU Erlangen-Nürnberg)[108]

- Abgeschlossene Sonderforschungsbereiche[109]

### DFG-Forschungsgruppen
(Quelle: )
- FOR 5495: SOURCED – Process-Mining auf verteilten Ereignisquellen, Agnes Koschmider, 2023-2027

Abgeschlossene DFG-Forschungsgruppen:
- FOR 790: Classification of Algebraic Surfaces and Compact Complex Manifolds, 2007-2015
- FOR 655: Priorisierung in der Medizin: Eine theoretische und empirische Analyse unter besonderer Berücksichtigung der Gesetzlichen Krankenversicherung (gemeinsam mit Bremen und Frankfurt), 2007-2015
- FOR 580: Electron Transfer Processes in Anoxic Aquifers, 2005-2014
- FOR 608: Nichtlineare Dynamik komplexer Kontinua, 2005-2011
- FOR 562: Dynamik von Bodenprozessen bei extremen meteorologischen Randbedingungen, 2005-2011
- FOR 402: Funktionalität in einem tropischen Bergregenwald Südecuadors: Diversität, dynamische Prozesse und Nutzungspotenziale unter ökosystemaren Gesichtspunkten, 2001-2007
- FOR 332: Transportphänomene in Supraleitern und Suprafluiden (in Zusammenarbeit mit der Universität Regensburg), 1998-2001
- FOR 222: Alterungsprozesse bei Pflanzen, 1995-2001
- FOR 102: Gleichungen der Hydrodynamik, 1991-1997

### Graduiertenförderung
- University of Bayreuth Graduate School (Zentrale wissenschaftliche Einrichtung) und WIN Academy[111]

### International Graduate School, gefördert aus der Exzellenzstrategie
- Bayreuth International School of African Studies (BIGSAS) (integriert in den Cluster of Excellence „Africa Multiple“ an der Universität Bayreuth)[112]

### DFG-Graduiertenkollegs
- IGRK 2818[113] "Optische Anregungen in organischen und anorganischen Halbleitern: Verstehen und Kontrollieren durch externe Stimuli" (gemeinsam mit der University of Melbourne und Monash University, Australien)[114]
- IGRK 2156[115] "Deep Earth Volatile Cycles" (gemeinsam mit der Universität Tōhoku, Japan)[116]

### DFG-Schwerpunktprogramme, von der Universität Bayreuth koordiniert
- SPP 2370 "Interlinking catalysts, mechanisms and reactor concepts for the conversion of dinitrogen by electrocatalytic, photocatalytic and photoelectrocatalytic methods ('Nitroconversion')"[117]
- SPP 2006 "Compositionally Complex Alloys – High Entropy Alloys (CCA – HEA)"[118]

### Weitere Forschungseinrichtungen, Forschungsverbünde und Projekte
- Verbundprojekte im EU-Forschungsrahmenprogramm HORIZON 2020[119]
- Verbundprojekte im EU-Forschungsrahmenprogramm Horizon Europe[120]
- Projekte gefördert durch das Bundesministerium für Bildung und Forschung[121]
- Projekte gefördert durch die VolkswagenStiftung[122]
- Bayerische Forschungsverbünde[123]
- Forschungseinrichtungen in Kooperation mit externen Partnern[124]
- Forschungsstellen der Universität Bayreuth[125]

## Wissenstransfer
Die Universität Bayreuth fördert Maßnahmen zur Verbesserung des Wissenstransfers in die Gesellschaft und unterstützt Initiativen, die wissenschaftliche Erkenntnisse für eine breite Öffentlichkeit zugänglich machen.
Um Wissenschaftler sowie Studenten im Bereich der Wissenschaftskommunikation zu unterstützen, hat die Universität ein umfangreiches Fortbildungsangebot entwickelt. Seit 2024 werden in Workshops Grundlagen der Wissenschaftskommunikation vermittelt. Geplante Veranstaltungen umfassen Themen wie Podcasts, Science Slams und den Einsatz von Social Media. Ergänzend bietet die Plattform „Wisskomm-ABC“ Informationen und praxisnahe Tipps.
Als Angebot für Kinder und Jugendliche richtet die Universität Bayreuth seit 2007 die "KinderUni" aus, die jeweils an vier Terminen pro Jahr stattfindet und jeweils bis zu 700 Teilnehmer aufweist. Themen im Jahr 2024 umfassen unter anderem ökonomische Fragestellungen wie „Wie bessere ich mein Taschengeld mit Zitronen auf?“ sowie technologische Themen wie „Wie viel Vertrauen ist gut? Eine Schatzsuche mit Künstlicher Intelligenz.“
Die Veranstaltungsreihe „Bayreuther Stadtgespräche“ bietet monatlich Vorträge zu aktuellen Themen für Interessierte aus Stadt und Region. Diese Vorträge werden in Zusammenarbeit mit dem Universitätsverein Bayreuth e. V. und dem Universitäts-Forum Bayreuth organisiert. Zusätzlich veranstaltet die Universität regelmäßig Ringvorlesungen, die sich mit gesellschaftlich relevanten Themen befassen. Beispiele sind Veranstaltungen zu „Dynamiken des Antisemitismus“, „Erinnerungskultur“, „Jüdisches Leben in Deutschland“ und „Richard Wagner“.
Um relevante Themen im Bereich Natur, Artenvielfalt und Ökologie zugänglich zu machen, bietet die Universität Führungen und Vorträge im Ökologisch Botanischen Garten (ÖBG) an. Dieser ist eine zentrale wissenschaftliche Einrichtung der Universität Bayreuth mit den Schwerpunkten Ökologie und Umwelt in Forschung und Lehre und besteht seit 1978.
Durch diese vielfältigen Aktivitäten trägt die Universität Bayreuth dazu bei, wissenschaftliche Inhalte einer breiteren Öffentlichkeit zugänglich zu machen und den Austausch zwischen Wissenschaft, Gesellschaft und regionaler Bevölkerung zu fördern.

## Wirtschaft
Die Universität Bayreuth engagiert sich intensiv für die Förderung der Zusammenarbeit mit der Wirtschaft und Gesellschaft und positioniert sich als aktiver Treiber des regionalen Innovationsökosystems. Neben der Ausbildung qualifizierter Fachkräfte bietet sie zahlreiche Angebote für den Ideen-, Wissens- und Technologietransfer sowie vielfältige Kooperationsmöglichkeiten für Unternehmen.
Angebote für Unternehmen:
- Fach- und Führungskräfte finden
- Kooperationen, Ideen-, Wissens- und Technologietransfer
- Förderung von Gründungsinteressierten und Start-ups durch spezialisierte Angebote und Netzwerke[140]
- Angebot maßgeschneiderter Weiterbildungsprogramme für Unternehmen und deren Mitarbeiter[141]
- Alumni-Netzwerk
- Open Innovation Lab inkl. Bereitstellung von Räumlichkeiten und Ressourcen zur Förderung offener Innovationsprozesse

Durch diese vielfältigen Angebote trägt die Universität Bayreuth maßgeblich zur Sicherung der Wettbewerbsfähigkeit und Innovationskraft der regionalen Wirtschaft bei.

### TechnologieAllianzOberfranken (TAO)
Unter dem Dach der TechnologieAllianzOberfranken (TAO) kooperieren die vier oberfränkischen Hochschulen – die Universität Bayreuth, die Universität Bamberg sowie die Hochschulen für angewandte Wissenschaften Coburg und Hof. Ziel dieser Zusammenarbeit ist es, den Wissenschafts- und Wirtschaftsstandort Oberfranken gezielt auszubauen, um Innovationen zu fördern und die Wettbewerbsfähigkeit der Region zu stärken.
TAO verbindet die Kompetenzen der beteiligten Hochschulen und fördert den Austausch zwischen Wissenschaft, Wirtschaft und Industrie. Davon profitieren nicht nur die Hochschulpartner, sondern auch Studenten sowie Unternehmen der Region. Die Initiative trägt dazu bei, dem Fachkräftemangel und der Abwanderung in Ballungsräume entgegenzuwirken und wird aus Demografie-Mitteln des Freistaats Bayern gefördert. Durch diese Maßnahmen wird Oberfranken als Innovationsstandort nachhaltig gestärkt.

### Institut für Entrepreneurship & Innovation (IEI)
Das Institut für Entrepreneurship & Innovation (IEI) der Universität Bayreuth wurde 2020 gegründet. Es verbindet Forschung, Lehre und Transfer mit dem Ziel, unternehmerische Fähigkeiten und damit die Innovationskraft der Region Oberfranken nachhaltig zu stärken. Zentrale Ziele sind der Aufbau von Gründungs- und Innovationsfähigkeiten sowie die nachhaltige Steigerung der Innovations- und Zukunftsfähigkeit von etablierten Unternehmen und Existenzgründungen im Raum Oberfranken. Ergänzt wird das Angebot des IEI durch universitäre, technologische Kompetenzlabs (Keylab Glastechnologie, Digital Technologies Lab, Material Innovation Lab, Keylab Additive Innovationen, Game Innovation Lab, Food Valley Kulmbach, Future Energy Lab). Mit diesen Strukturen können nahezu alle Innovationsanfragen aus Wirtschaft und Gesellschaft adressiert und hierfür Lösungen im Verbund erarbeitet werden.

### Open Innovation Lab (OIL)
Das Open Innovation Lab (OIL) der Universität Bayreuth fungiert als Netzwerk- und Konzeptionsraum, der Akteurinnen und Akteure aus Wirtschaft, Wissenschaft und Gesellschaft zusammenbringt. Als integraler Bestandteil des Instituts für Entrepreneurship & Innovation (IEI) fördert das OIL eine offene Innovationskultur im regionalen Innovationsökosystem Oberfrankens. Es bietet Raum für die Entwicklung kreativer Ideen und Lösungen, unterstützt durch flexible und individuell gestaltbare Arbeitsbereiche. Unternehmen, innovative Köpfe und Gründer profitieren gleichermaßen von den vielseitigen Nutzungsmöglichkeiten, die von Kreativräumen über Co-Working-Bereiche bis hin zu Eventflächen reichen. Durch die Bereitstellung moderner Ausstattung und die Organisation innovativer Co-Creation-Formate wie kollaborative Workshops, Hackathons und Ideation Sprints trägt das OIL maßgeblich zur Förderung von Innovationen in der Region bei.

### Start-Ups der Universität Bayreuth
Die Universität Bayreuth verzeichnet eine hohe Zahl an Gründungen und unterstützt aktiv unternehmerische Initiativen. Jährlich entstehen im zweistelligen Bereich neue Start-ups aus der Universität, gegründet von Studenten und Alumni aus verschiedenen Fachrichtungen – darunter Ingenieurwissenschaften, Wirtschaftsinformatik, Sportwissenschaften und Naturwissenschaften. Die Bandbreite der Gründungen reicht von Business Consulting und Games-Entwicklung, über Umweltanalytik, nachhaltige Produkte und Dienstleistungen, Medizinprodukte bis zur Optimierung von Prozessen und Herstellung von Industrie- und Konsumgütern.
Das Institut für Entrepreneurship & Innovation (IEI) berät und begleitet Gründungsinteressierte auf ihrem Weg in die Gründung und in der Wachstums- und Etablierungsphase. Neben individueller Beratung bietet das Institut Zugang zu relevanten Netzwerken, profilierte Veranstaltungen, Wettbewerbe u. v. m. an.
In folgenden Branchen kann die Universität zahlreiche Start-Ups verzeichnen:
1. Gesundheit und Sport – Start-ups mit Fokus auf Medizintechnik, Sportinnovationen und Gesundheitsförderung.
2. Social Entrepreneurship – Unternehmen mit gesellschaftlichem oder ökologischem Mehrwert.
3. Digitalisierung – Gründungen in den Bereichen IT, künstliche Intelligenz und digitale Geschäftsmodelle.
4. Technologie – Start-ups mit technologischen Innovationen und industriellen Anwendungen.
5. Lifestyle – Unternehmen aus den Bereichen Mode, Ernährung und nachhaltige Produkte.
6. Business und Karriere – Start-ups im Consulting, Recruiting und Weiterbildung.
7. Games – Entwicklung und Vermarktung von Videospielen und interaktiven Medien.

Diese Vielfalt an Gründungen zeigt die Innovationskraft der Universität Bayreuth und ihre Bedeutung als Impulsgeber für die regionale und überregionale Wirtschaft.
Der Erfolg der unternehmerischen und innovationsfördernden Aktivitäten der Universität Bayreuth spiegelt sich in ihrer Platzierung im Gründungsradar des Stifterverbandes wider. In der aktuellen Erhebung erreichte die Universität 54,4 Punkte und belegte damit deutschlandweit den fünften Platz sowie den zweiten Platz in Bayern in der Kategorie der mittleren Hochschulen (5.000 bis 15.000 Studierende). Der Gründungsradar bewertet Hochschulen in den Bereichen Gründungsverankerung, -sensibilisierung, -qualifizierung, -unterstützung, -aktivitäten, Monitoring & Evaluation sowie Netzwerkarbeit.

## Persönlichkeiten

### Absolventinnen und Absolventen
- Martin Bader (* 1968), früherer Sportdirektor des 1. FC Nürnberg, dann Geschäftsführer bei Hannover 96
- Eberhard Bodenschatz (* 1959), Präsident des Max-Planck-Institut für Dynamik und Selbstorganisation
- Damian Boeselager (* 1988), Politiker (Volt), Mitglied des europäischen Parlaments (seit 2019), B.A in Philosophy and Economics
- Stefan Hoops, CEO DWS Group
- Rocco Bräuniger (* 1975), Country Manager Amazon DACH
- Markus Buchheit (* 1983), Politiker (AfD), Mitglied des Europäischen Parlaments (seit 2019), Jurist und Politologe[150]
- Christian Doleschal (* 1988), Politiker (CSU), Mitglied des Europäischen Parlaments (seit 2019), Jurist
- Thomas Ebersberger, (* 1957), Oberbürgermeister der Stadt Bayreuth
- Barbara Frenkel (* 1963), Managerin; Studium der Chemie; Vorstand Beschaffung, Dr. h.c. Ferdinand Porsche AG
- Kai Frobel (* 1959), Geoökologe und Naturschützer; Initiator des Projektes „Grünes Band Deutschland“
- Lukas Gerber (* 1998), Musiktheaterregisseur und Produzent
- Ulrike Gote (* 1965), Politikerin (Bündnis 90/Die Grünen), Senatorin in Berlin
- Karl-Theodor zu Guttenberg (* 1971), Politiker (CSU) und Ex-Bundesminister für Verteidigung im Kabinett Merkel II
- Thomas Hacker (* 1967), Fraktionsvorsitzender der FDP im Bayerischen Landtag
- Michael Hohl (* 1959), deutscher Jurist und Politiker (CSU), früher Oberbürgermeister der Stadt Bayreuth.
- Julian Janssen (* 1993), Fernsehmoderator und Synchronsprecher
- Ingrid Kögel-Knabner (* 1958), Bodenwissenschaftlerin und Preisträgerin des Deutschen Umweltpreises 2019
- Anette Kramme (* 1967), Politikerin (SPD), MdB seit 1998, Staatssekretärin beim Bundesministerium für Arbeit und Soziales
- Kerstin Küsel (* 1965), International Society of Microbial Ecology (ISME), Professorin
- Maximilian Müller (* 1987), deutscher Hockey-Nationalspieler
- Tobias Müller (* 1980), Head of Technology Communications bei Mercedes-Benz AG
- Robert Müller v. Vultejus (* 1975), Chief Growth Officer bei SPORTFIVE
- Auma Obama (* 1960), Halbschwester des 44. US-Präsidenten Barack Obama
- Christoph Ohler (* 1967), Rechtswissenschaftler, Hochschullehrer und Verfassungsrichter
- Heidrun Piwernetz (* 1962), ehem. Regierungspräsidentin von Oberfranken, seit 2023 Präsidentin des Obersten Bayerischen Rechnungshofs
- Judith Pirscher (* 1967), Staatssekretärin im Bundesministerium für Bildung und Forschung.
- Sandra Rieß (* 1986), Moderatorin, bekannt aus Formaten wie dem Wirtschaftsmagazin "Plusminus" in der ARD.
- Gisela Splett (* 1967), Politikerin (Bündnis 90/Die Grünen), Staatssekretärin im Verkehrsministerium (Kabinettsrang) vom Land Baden-Württemberg im Kabinett Kretschmann I
- Norbert Stock (* 1967), Chemiker und Hochschullehrer an der Christian-Albrechts-Universität zu Kiel
- Andreas Troge (* 1950), Präsident des Umweltbundesamtes a. D.
- Heike Ullrich (* 1973), Generalsekretärin des Deutschen Fußball-Bundes (DFB)
- Andreas Voßkuhle (* 1963), Präsident des Bundesverfassungsgerichts
- Alice Weidel (* 1979), Politikerin und Bundesfraktionsvorsitzende (AfD), Unternehmensberaterin
- Andreas Zippel (* 1991), Zweiter Bürgermeister der Stadt Bayreuth

### Hochschullehrer
Zu ehemaligen und aktuellen Hochschullehrern der Universität Bayreuth siehe: Kategorie:Hochschullehrer (Universität Bayreuth)
Im Jahr 2016 existieren an der Universität 323 Professorenstellen, davon sind 45 mit einer Frau besetzt. Mit 52 Prozent ist der Frauenanteil in den Sprach- und Literaturwissenschaften am höchsten. Im Bereich Kulturwissenschaften liegt er bei 33 Prozent, in der Fakultät Mathematik, Physik, Informatik bei 9,8 Prozent. Bei den Rechts- und Wirtschaftswissenschaften beträgt er 7 Prozent. Die Quote der Professorinnen liegt damit unter dem bayerischen Durchschnitt von 19 Prozent.

## Studentische Initiativen

### Initiativen
Die Universität Bayreuth bietet Studenten zahlreiche Möglichkeiten, sich in studentischen Initiativen aktiv zu engagieren. Die Themenvielfalt reicht von Nachhaltigkeit, Kultur und Politik, Religion bis hin zu Medien und Wissenschaft. Diese Aktivitäten ermöglichen es den Studenten, praktische Erfahrungen zu sammeln, Netzwerke aufzubauen und das Campusleben mitzugestalten.

### Alumni-Arbeit
Die Alumni-Arbeit an der Universität ist, im Gegensatz zu manchen anderen Hochschulen, nicht zentral (also auf der gesamtuniversitären Ebene und aus der Hochschulleitung bzw. Verwaltung heraus), sondern dezentral organisiert. Die bestehenden Alumni-Strukturen gehen auf Initiativen ehemaliger Studierender zurück und gliedern sich nach Fakultäten, Studiengängen oder Studienbereichen. Bei den Einrichtungen handelt es sich teils um eingetragene Vereine, teils um weniger formelle Strukturen (Netzwerke).

### Studentenverbindungen
In Bayreuth existieren sieben Studentenverbindungen, darunter eine gemischte Verbindung (→ Liste der Studenten- und Schülerverbindungen in Bayreuth), die jeweils einem anderen Korporationsverband angehören und in keinem direkten bzw. inhaltlichen Bezug zur Universität stehen.